# Práticas sexuais entre mulheres

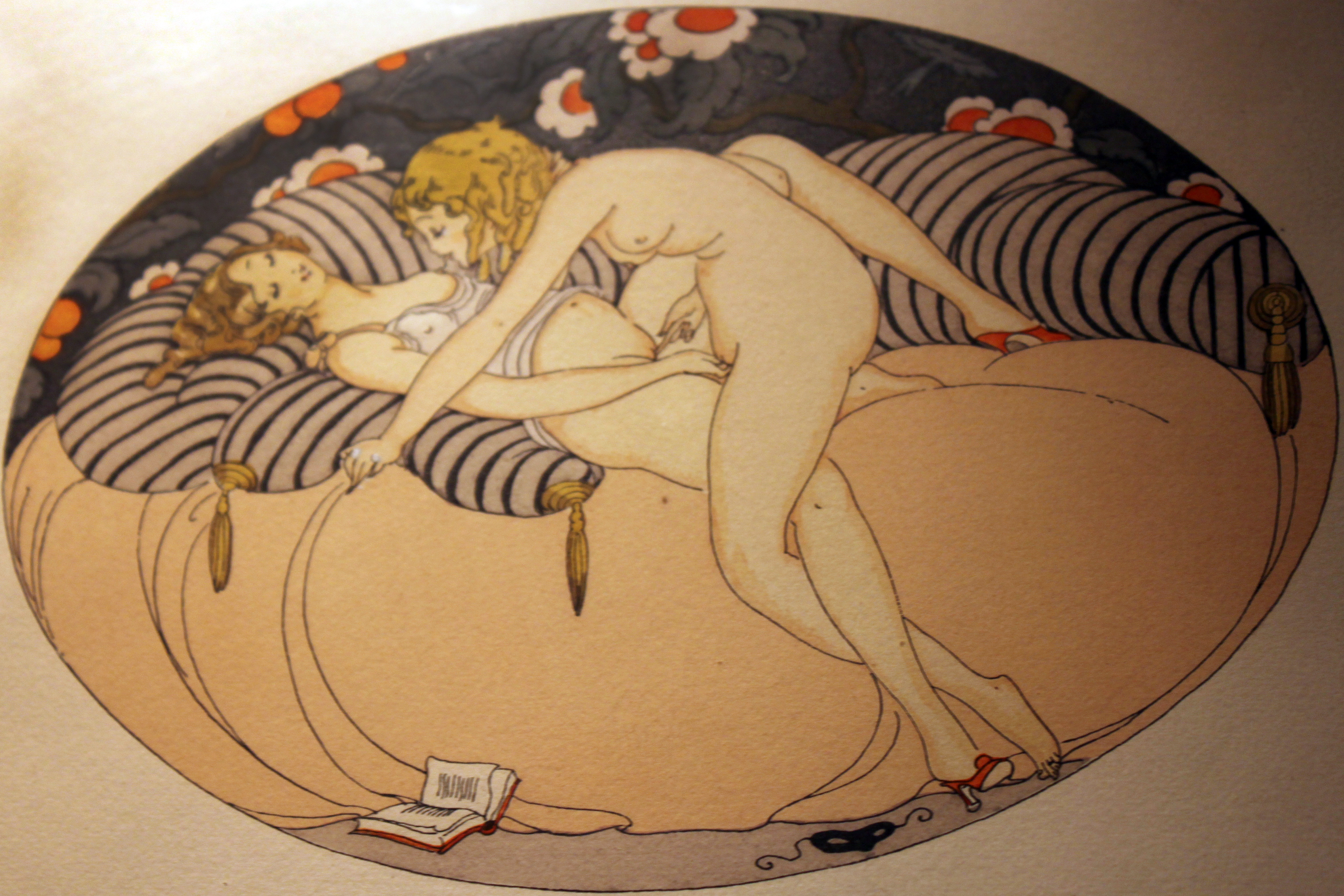
Pintura de 1925 de Gerda Wegener mostrando duas mulheres envolvidas em estimulação manual mútua

As atividades sexuais envolvendo Mulheres que fazem sexo com mulheres (MFM), independentemente de sua orientação sexual ou identidade sexual, podem incluir sexo oral, sexo manual ou tribadismo. Brinquedos sexuais podem ser usados.
Relações românticas ou sexuais interpessoais costumam estar sujeitas ao desejo sexual e à excitação sexual, o que leva à atividade sexual para liberação. A expressão física de intimidade entre mulheres depende do contexto do relacionamento, bem como de influências sociais, culturais e outras. Em alguns países, as práticas sexuais lésbicas são criminalizadas juntamente com práticas sexuais entre homens.

## Comportamentos

### Geral

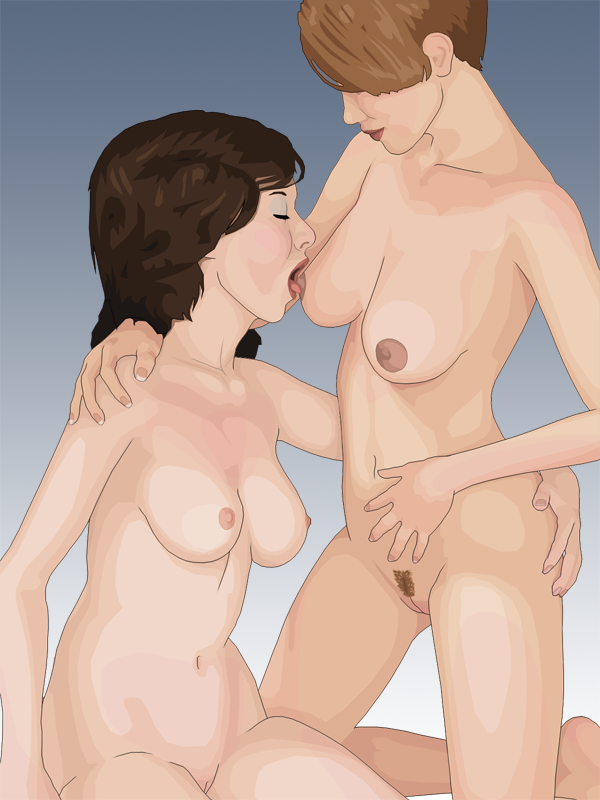
Uma mulher lambendo o mamilo de sua parceira

Frequentemente, as mulheres envolvem-se em demonstrações de afeto, como beijo no rosto ou abraço. Educadora sexual e feminista Shere Hite afirmou que uma de suas participantes escreveu: “Sexo com uma mulher inclui: tocar, beijar, sorrir, olhar sério, abraçar, conversar, intercurso digital, acariciar, olhar, cunilíngua, despir-se, lembrar depois, emitir sons, às vezes morder suavemente, às vezes chorar, e respirar e suspirar juntas.”
Despir-se diante de uma parceira, remover as roupas de uma parceira ou realizar atos de intimidade física, como tocar zonas erógenas de uma parceira com mãos, língua ou parte da boca, pode indicar o desejo por atividade sexual e funcionar como estímulo erótico, gerando sensações em ambas as parceiras. Permitir tais atos, especialmente a estimulação dos seios e mamilos, sinaliza interesse recíproco em sexo.
A boca, lábios e língua de uma mulher podem ser zonas erógenas sensíveis; são usados pelas parceiras nos estágios preliminares e ao longo da atividade sexual, seja para beijar, sugar, lamber ou especificamente para sexo oral. A estimulação dos seios, incluindo estimulação oral ou manual dos mamilos, é forma de preliminares. A estimulação dos seios e mamilos é comum em atividades sexuais. A estimulação dos mamilos promove produção e liberação de ocitocina e prolactina. Durante essa estimulação, grandes quantidades de ocitocina são liberadas, preparando o seio para amamentação. Além de gerar sentimentos maternais, diminui a ansiedade e aumenta o vínculo e a confiança.
Um orgasmo inclui espasmos musculares involuntários, sensação geral de euforia, e frequentemente movimentos corporais e vocalizações. O período após o orgasmo, o período refratário, costuma ser relaxante, devido à liberação de ocitocina e prolactina. Embora algumas afirmem não ter período refratário e consigam orgasmos múltiplos, outras fontes dizem que existe um momento após o orgasmo em que estímulos adicionais não provocam excitação.

### Sexo oral, manual e tribadismo

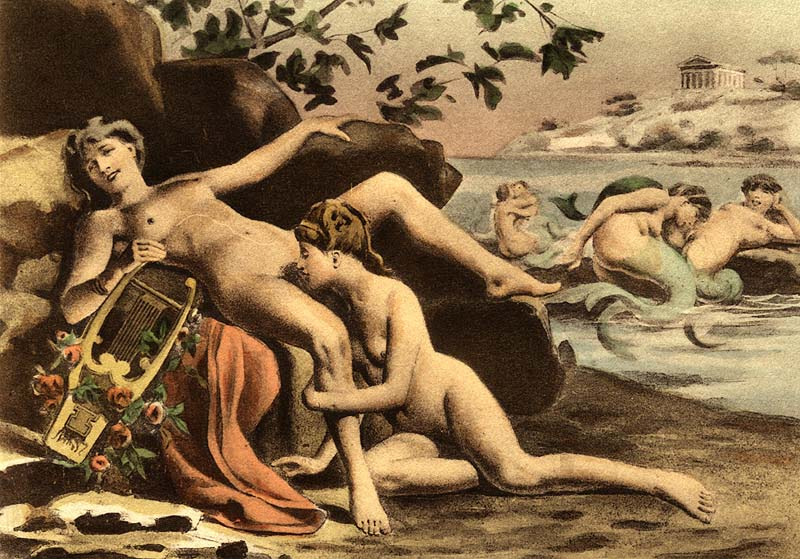
Na ilha de Lesbos, Safo pratica cunilíngua (por Édouard-Henri Avril)

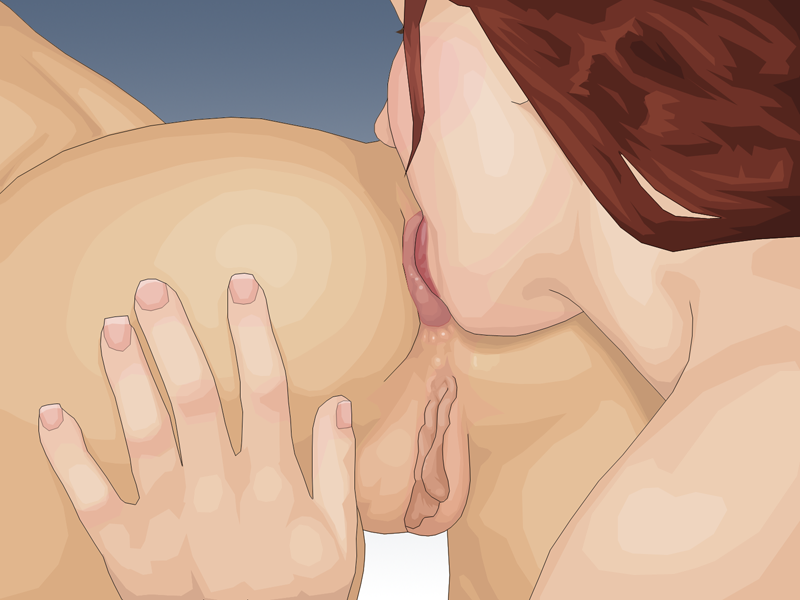
Mulher realizando anilingus em sua parceira

A estimulação do clitóris ou de outras partes da vulva com lábios e língua (cunilíngua) é forma comum de sexo oral entre mulheres. Estimular o ânus (anilingus) é menos frequente.
O sexo manual envolve intercurso digital, uso de dedos para estimular vulva ou vagina, e estimulação anal digital. Estimular o clitóris é a forma mais comum de alcançar o orgasmo. Massagear o interior da vagina pode estimular o ponto G, gerando orgasmo mais intenso para algumas mulheres. Para penetrações mais profundas (vaginal, anal ou oral), podem ser usados dildo, strap-on dildo ou outros brinquedos sexuais.

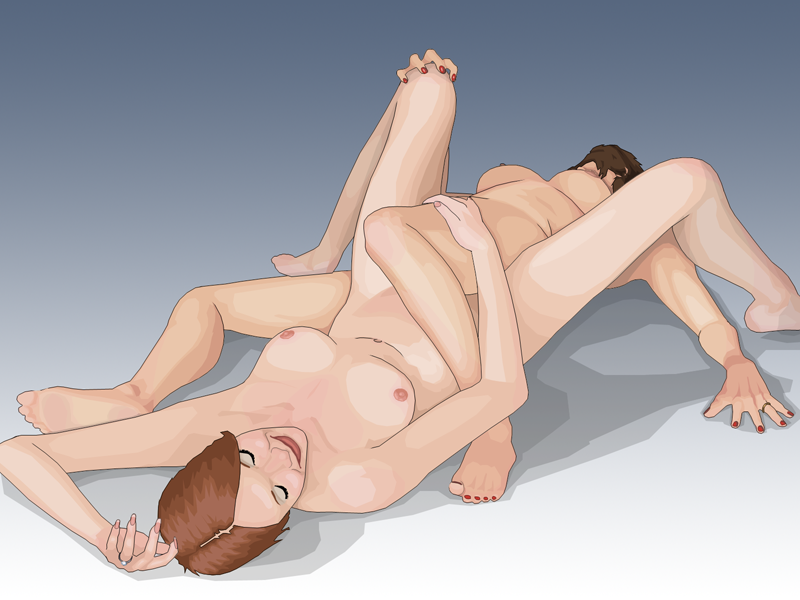
Tribadismo na posição tesoura

Tribadismo é ato não penetrativo comum entre mulheres e forma de frottage. Envolve contato vulva a vulva ou esfregar a vulva em coxa, estômago, nádegas, braço etc. Frequentemente na posição “tesoura”, alcançada em várias posições sexuais. Pode incluir intercurso digital ou penetração com dildo.

### Dominância, submissão e BDSM
Ocasionalmente, para variar ou rotineiramente, uma mulher pode assumir papel passivo e deixar que a parceira lhe proporcione satisfação, aspecto de dominância e submissão. Ex.: na posição de quatro, pode ficar passiva a atos como intercurso digital por trás, massagem ou estimulação erógena, inclusive mamilo, e receber tapa erótico. A parceira ativa pode introduzir brinquedo sexual (dildo ou vibrador) na vagina ou ânus.
Para reforçar a submissão, pode haver bondage (ex.: algemas) ou outras práticas de BDSM. No bondage, a parceira contida está aberta a atos sexuais e depende da parceira para satisfação, que escolhe tipo, ritmo e pode usar brinquedos. Ex.: um amordaçador pode obrigar sexo oral, semelhante a chupeta adulta. A ativa trata a parceira como objeto sexual, podendo obter satisfação ao proporcionar orgasmo.

## Pesquisas e opiniões

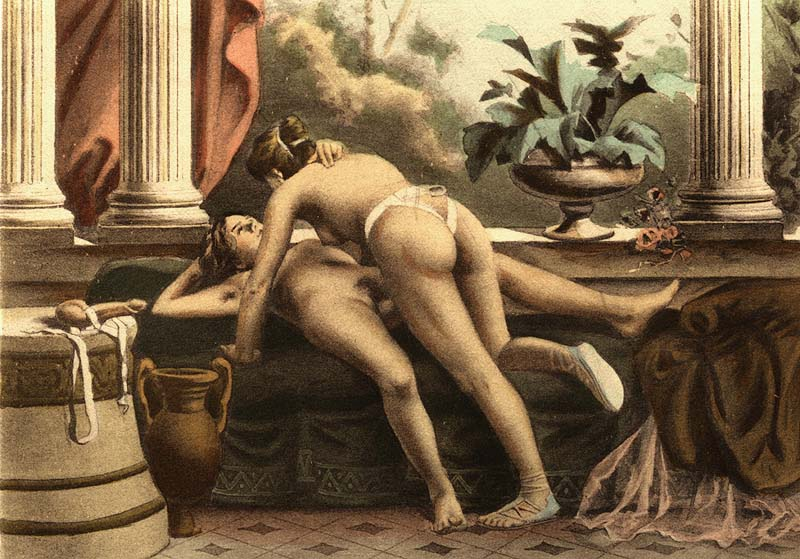
Pintura do final do século XIX por Édouard-Henri Avril mostrando uso de dildo com cinta (cintaralho)

Em 1953, Kinsey documentou em Sexual Behavior in the Human Female que, nos cinco anos anteriores, 78% das mulheres relataram orgasmos em 60–100% dos encontros sexuais com outras mulheres, contra 55% no sexo heterossexual. Kinsey atribuiu a diferença ao fato de parceiras femininas conhecerem melhor a sexualidade feminina e como otimizar sua satisfação em comparação a parceiros masculinos. Estudos de Masters and Johnson concluíram que comportamentos sexuais lésbicos frequentemente exibem qualidades associadas à maior satisfação sexual, e que parceiras femininas tendem a enfatizar aspectos emocionais do ato sexual. O estudo de 1979 de Masters and Johnson concluiu que encontros lésbicos incluem mais contato corporal total, menos ansiedade para orgasmo, maior assertividade e comunicação sexual, encontros mais longos e maior satisfação geral com a vida sexual.
Pesquisas de Pepper Schwartz e Philip Blumstein (1983) e de Diane Holmberg e Karen L. Blair (2009) contestam a ideia de maior satisfação sexual em casais lésbicos. Schwartz concluiu que casais lésbicos estáveis têm menos sexo ao longo do tempo (“morte sexual lésbica”), embora questionado. Holmberg & Blair, no Journal of Sex Research, acharam desejo, comunicação e satisfação sexual similares em casais do mesmo sexo e mistos. Blair & Pukall (2014) relataram resultados similares: menor frequência, porém encontros mais longos, às vezes acima de duas horas.
Quanto à facilidade de orgasmo, Hite mostrou que a maioria das mulheres necessita de estimulação clitoriana, que pode ser “fácil e intensa”, e conhecer o próprio corpo e clitóris explica por que muitas chegam ao orgasmo mais facilmente pela masturbação. Estudos de Peplau, Fingerhut e Beals (2004) e Diamond (2006) confirmam orgasmos mais frequentes e fáceis em lésbicas comparadas a heterossexuais.
Preferências em casais do mesmo sexo também foram estudadas. Masters & Johnson concluíram que penetração vaginal com dildo é rara e lésbicas tendem a mais estimulação genital geral que clitoriana direta, similar a heterossexuais. Quanto ao sexo oral, embora se acredite que todas pratiquem cunilíngua, pesquisas mostram que algumas não gostam ou têm barreiras psicológicas ou sociais. Outras consideram essencial ao ato. Casais lésbicos tendem a enxergar a aversão ao cunilíngua como problema e buscam terapia para superar inibições.
Algumas lésbicas praticam sexo anal.   Em 1987, estudo não científico (Munson) com mais de 100 membros de grupo social lésbico no Colorado mostrou que, nos últimos dez encontros, 100% relataram beijo, sucção de seios e estimulação manual do clitóris; mais de 90% relataram beijo profundo, sexo oral e dedos na vagina; e 80% relataram tribadismo. Lésbicas nos seus 30 anos foram duas vezes mais propensas à estimulação anal. Estudo de 2014 no Canadá/EUA indicou que 7% praticavam estimulação ou penetração anal semanalmente; cerca de 10% mensalmente; e 70% nunca.

## Riscos à saúde
Como na maioria das atividades sexuais, práticas lésbicas podem acarretar riscos de infecções sexualmente transmissíveis (ISTs), como herpes genital ou outras infecções patogênicas. Em sexo não penetrativo, o risco de troca de fluidos é menor e, portanto, a incidência de ISTs é relativamente baixa, especialmente em comparação a sexo penetrativo em casais heterossexuais ou entre homens. O uso de mesmo brinquedo por mais de uma pessoa aumenta o risco. Embora o risco de transmissão de HIV seja menor que em relações heteros ou entre homens, existe. O HIV pode se espalhar por fluidos como sangue (incluindo sangue menstrual), fluido vaginal e leite materno, ou por sexo oral se houver cortes ou feridas na boca. Vaginose bacteriana, que duplica o risco de contrair ISTs como o HIV/AIDS, ocorre com mais frequência em casais lésbicos.
O Centers for Disease Control and Prevention não reconheceu transmissão entre mulheres como via de HIV até 1995. O CDC disse haver poucos dados sobre risco de ISTs entre mulheres. Contudo, patógenos como tricomoníase resistente, HIV genótipo concordante, HPV e sífilis podem ser transmitidos por contato sexual entre mulheres. Embora taxas sejam desconhecidas, um estudo mostrou 30% de lésbicas e bissexuais com histórico de ISTs. Isso não significa risco maior que população geral. A Health Canada observou “prevalência de todos os tipos de HPV em mulheres canadenses varia de 20%–33%” e estudo americano encontrou 60% de mulheres sexualmente ativas infectadas com HPV em três anos.
A American Family Physician recomenda cobrir brinquedos penetrativos com preservativo novo para cada pessoa, usar brinquedos diferentes, barreira (látex, dental dam ou filme plástico) no sexo oral, luvas e lubrificante para sexo manual com risco de contato com sangue menstrual ou lesões. Porém, “não há boas evidências” de que dental dam reduza risco de ISTs entre mulheres; uso é raro e pode refletir “conhecimento limitado” ou sensação de menor vulnerabilidade.

## Legalidade
O sexo entre mulheres é criminalizado em algumas jurisdições. Em 2016, o Human Dignity Trust relatou que ao menos 44 países criminalizavam sexo entre mulheres, contra 76 que criminalizavam sexo entre homens. Em dez países, essas proibições foram recentemente aprovadas. Não há país que criminalize apenas atividade entre mulheres. A menor criminalização entre mulheres deve-se à crença de que erotismo feminino não é “sexo” e não afasta da heterossexualidade. Lésbicas e bissexuais também são vulneráveis a casamento forçado.